# Маккай, Ребекка
Ребекка Маккай (род. 20 апреля 1978, Чикаго, Иллинойс) — американская писательница, автор романов и рассказов. Наиболее известна по романам «Мы умели верить» (2018) и «У меня к вам несколько вопросов» (2023), которые были положительно оценены критиками и получили ряд наград, в том числе Los Angeles Times Book Prize for Fiction, Медаль Эндрю Карнеги и Libby Book Award.

## Биография
Маккай выросла в Лейк-Блаффе (штат Иллинойс, США). Родилась в семье профессора лингвистики Валери Беккер Маккай и Адама Маккая (1935—2020), эмигрировавшего в США из Венгрии в 1956 году. Её бабушка по отцовской линии, Рожа Игнач, венгерская актриса и писательница, а дед по отцовской линии, Янош Маккай, был журналистом и политиком и, будучи членом венгерского парламента, стал главным парламентским автором Второго еврейского закона Венгрии 1939 года, после чего пересмотрел свои взгляды и был заключён в тюрьму гестапо. Его проблемное наследие — тема, на которую Маккай много писала как в художественной литературе, так и в форме эссе. Маккай окончила Академию Лейк-Форест и Университет Вашингтона и Ли, где получила степень бакалавра английского языка. Позже она получила степень магистра в Bread Loaf School of English при Миддлбери-колледж.
Дебютный роман Маккай, «Заёмщик», опубликован в июне 2011 года, вошёл в десятку лучших дебютных книг по версии "Booklist", был выбран журналом "O", "The Oprah Magazine" и стал одним из лучших художественных произведений 2011 года. Переведён на двенадцать языков.
Её второй роман, «The Hundred-Year House», действие которого происходит в северном пригороде Чикаго, опубликован в июле 2014 года и получил положительные отзывы в "Booklist", "Publishers Weekly" и "Library Journal". Книга получила премию «Роман года 2015» от Чикагской ассоциации писателей и была названа лучшей книгой 2014 года по версии "BookPage".
Третий роман Маккай, «Мы умели верить», действие которого происходит во время эпидемии СПИДа в Чикаго 1980-х годов, опубликован в июне 2018 года. Роман «Мы умели верить» получил в 2019 году медаль Эндрю Карнеги за выдающиеся достижения в художественной литературе и стал финалистом Национальной книжной премии за художественную литературу 2018 года и Пулитцеровской премии за художественную книгу 2019 года и получил книжную премию Los Angeles Times, премию ALA Stonewall Award и премию Chicago Review of Books.
В 2024 году газета The New York Times включила роман «Мы умели верить» в список «100 лучших книг XXI века». Роман также занял 28-е место в соответствующем списке «Выбор читателей».
Четвертый роман Маккай, «У меня к вам несколько вопросов», опубликован в феврале 2023 года и дебютировал на третьем месте в списке бестселлеров New York Times.
Дебютный сборник рассказов Маккай «Музыка военного времени» опубликован в июне 2015 года. В рецензии «Publishers Weekly», отмеченной звездой, говорится: «Хотя эти рассказы чередуются во времени между Второй мировой войной и современностью, все они, как сказано в рассказе „Экспозиция“, находятся в „границах человеческого сердца“ — местности, которую их автор рисует необычайно хорошо». «The Kansas City Star» пишет: «Если кого и можно считать рок-звездой жанра, так это Ребекку Маккай».
Её рассказы вошли в антологии «The Best American Short Stories» 2008, 2009, 2010 и 2011 годов, а также в сборники «The Best American Nonrequired Reading» 2009 и 2016 годов.
Маккай преподавала в Мастерской писателей Айовы и является преподавателем в Беннингтон-колледже и Северо-Западном университете и является художественным руководителем StoryStudio Chicago.

### Личная жизнь
У неё двое детей, она живет в Лейк-Форест (штат Иллинойс, США). Со своим мужем, Джоном Фрименом, она познакомилась в Bread Loaf.